# Blauwvleugelminla
De blauwvleugelminla (Actinodura cyanouroptera) is een zangvogel uit de familie Leiothrichidae.

## Verspreiding en leefgebied
Deze soort komt voor van de Himalaya tot Malakka en telt acht ondersoorten:
- A. c. cyanouroptera: van de centrale en oostelijke Himalaya tot noordwestelijk Myanmar.
- A. c. aglae: zuidoostelijk Assam (noordoostelijk India) en westelijk Myanmar.
- A. c. wingatei: noordoostelijk Myanmar, noordelijk Thailand, zuidelijk China, Laos en noordelijk Vietnam.
- A. c. sordida: zuidoostelijk Myanmar, noordwestelijk en westelijk Thailand.
- A. c. wirthi: zuidelijk Laos.
- A. c. orientalis: oostelijk Cambodja en zuidelijk Vietnam.
- A. c. rufodorsalis: zuidoostelijk Thailand en zuidwestelijk Cambodja.
- A. c. sordidior: Malakka.

## Status
De grootte van de populatie is niet gekwantificeerd maar de soort wordt omschreven als algemeen. Op de Rode lijst van de IUCN heeft deze soort de status niet bedreigd.